# Simnialena uniplicata
Simnialena uniplicata är en snäckart som först beskrevs av G. B. Sowerby II 1848.  Simnialena uniplicata ingår i släktet Simnialena och familjen Ovulidae. Inga underarter finns listade i Catalogue of Life.